# Лустрация
Лустра̀ция (от от латински: lustratio – в античността церемония по омилостивяване и пречистване посредством жертвоприношение) в съвременността е политическа практика, състояща се в законово ограничаване на правата на някои категории лица (по професионални, партийни, религиозни или други признаци) за:
- заемане на държавни длъжности (вкл. и държавен служител);
- професионална практика („забрана за упражняване на някои професии“);
- неприкосновеността на личния живот (допуска се публично разпространяване на всякаква информация за произход, детайли от биографията и т.н.).

## Примери
Пример за такъв закон в България е т.нар. „Закон Панев“ – закон, написан от депутата от СДС Георги Панев през мандата на XXXVI НС. Той има за цел лустрация на бившите членове на БКП като преподаватели във висшите учебни заведения. Законът „Панев“ е отменен на 30 март 1995 г.
След падането на Берлинската стена и разпада на СССР много държави в Централна и Източна Европа въвеждат лустрационни закони. Първи са Полша, Чехословакия и Унгария, последвани от Румъния. Вариант на лустрация има и в Литва и Латвия.

### Чехословакия
Според закон, приет на 4 октомври 1991 г., всички служители на чехословашката служба за държавна сигурност (Státní bezpečnost, StB) от комунистическата епоха попадат в черен списък за заемане на публични длъжности – високопоставени ръководители и служители в правителствените служби, съдебната власт, прокуратурата, службата по безопасност на информацията (на чешки: Bezpečnostní informační služba, BIS), управлението на държавните предприятия, централната банка, железниците, държавните електронни медии, военнослужещи, висши академични дейци. Този закон остава в сила в Чехия след разделянето на Чехословакия на 1 януари 1993 г. чак до 2000 г.
Според Kieran Williams лустрационните закони в Чехословакия не са създадени с намерение да служат като правосъдна мярка, а да гарантират, че събития като комунистическия преврат от февруари 1948 г. няма да се случат отново.

### Германия
В страната няма обявен лустрационен процес, но има федерален орган – федерален комисар за архивите на службите на държавна сигурност на бившата Германска демократична република, позната също като Агенция за архивите на Щази или BStU. Федералната агенция е посветена на запазване и съхраняване на архивите, както и за разследване на действията в близкото минало на бившата тайна полиция на Източна Германия, Щази. Агенцията е подчинена на Представителството на федералното правителство за култура (Бернд Нойман, Християндемократически съюз). Към 2012 има 1700 служители.

### Полша
Първият лустрационен законопроект е приет от полския парламент през 1992 г., но е обявен за противоконституционен от Конституционния трибунал на Република Полша. Няколко други проекта след това са представени и разгледани от назначена за целта комисия, в резултат на което нов лустрационен закон е приет през 1996. От 1997 до 2007 г. лустрацията е в ресора на органа „говорител на обществения интерес“ (на полски: Rzecznik Interesu Publicznego), който анализира лустрационните декларации и може да инициализира последващи процедури. Според нов закон, който е в сила от 15 март 2007 г., лустрацията вече се администрира от Института за национална памет (на полски: Instytut Pamięci Narodowej; IPN).

### Украйна
В страната терминът „лустрация“ се отнася до изключването от публични служби на държавни служители, които са работили по време на украинския президент Виктор Янукович в продължение на повече от година „и които не са напуснали по своя собствена воля“ между 25 февруари 2010 и 22 февруари 2014 г., както и и държавни служители, които са били активни членове на Комунистическата партия на Съветския съюз. Те могат да бъдат изключени за период от 5 до 10 години.

### Ирак
Със свалянето на Саддам Хюсеин и със съдействие от САЩ в Ирак налагат лустрация спрямо членове на бившата партия на диктатора БААС. Според различни интерпретации това изолиране на много бивши политици и държавни служители с влияние в държавата е довело до създаването на Даеш, много от водещите личности в която попадат под ударите на тази лустрация.